# The Blizzard (film 1921)
The Blizzard è un cortometraggio muto del 1916 scritto e diretto da Jess Robbins.

## Produzione
Il film fu prodotto dalla Jimmy Aubrey Productions Inc. e dalla Vitagraph Company of America.

## Distribuzione
Distribuito dalla Vitagraph Company of America, il film - un cortometraggio in due bobine - uscì nelle sale cinematografiche statunitensi nel febbraio 1921. In Germania, fu distribuito l'8 agosto 1925 con il titolo Jimmy Aubrey im Schneesturm.